# 安楽寺 (埼玉県吉見町)
安楽寺（あんらくじ）は、埼玉県比企郡吉見町御所にある真言宗智山派の寺院。山号は岩殿山。院号は光明院。本尊は聖観世音菩薩で、坂東三十三観音11番札所、関東八十八箇所75番札所、東国花の寺百ヶ寺埼玉5番である。吉見観音とも称される。
また、第9番慈光寺、第10番正法寺とともに比企三山とも言われている。
本尊真言：おん あろりきゃ そわか
ご詠歌：吉見よと天の岩戸を押し開き 大慈大悲の誓いたのもし

## 歴史
この寺は、奈良時代の僧行基が聖観音像を安置したのに始まるとされ、平安時代初期の武将坂上田村麻呂が堂宇を建立したと伝えられる。その後、源頼朝の弟源範頼が三重塔などを建てたとされるが、兵火により焼失したという。もとは息障院が本坊でありこの寺の近くにあったが、その後息障院はこの寺の南東へ約1kmのところへ移った。江戸時代前期、杲鏡によって再興された。本尊は毎年6月18日に厄除観音会（朝観音）が催され、御開扉される。

## 文化財
- 埼玉県指定文化財
  - 本堂
  - 三重塔
  - 仁王門
- 吉見町指定文化財
  - 仁王像

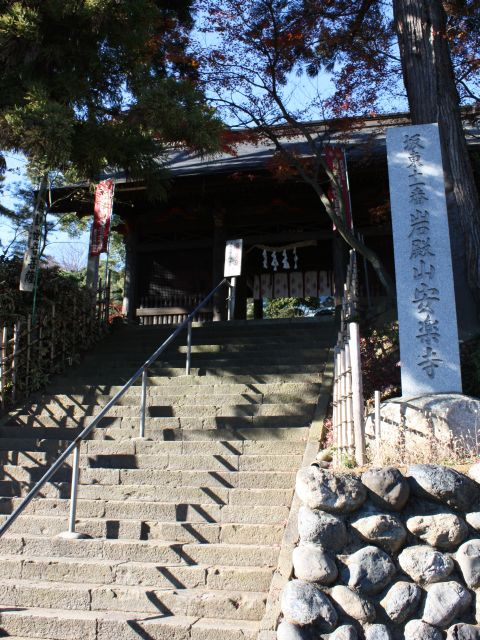
仁王門
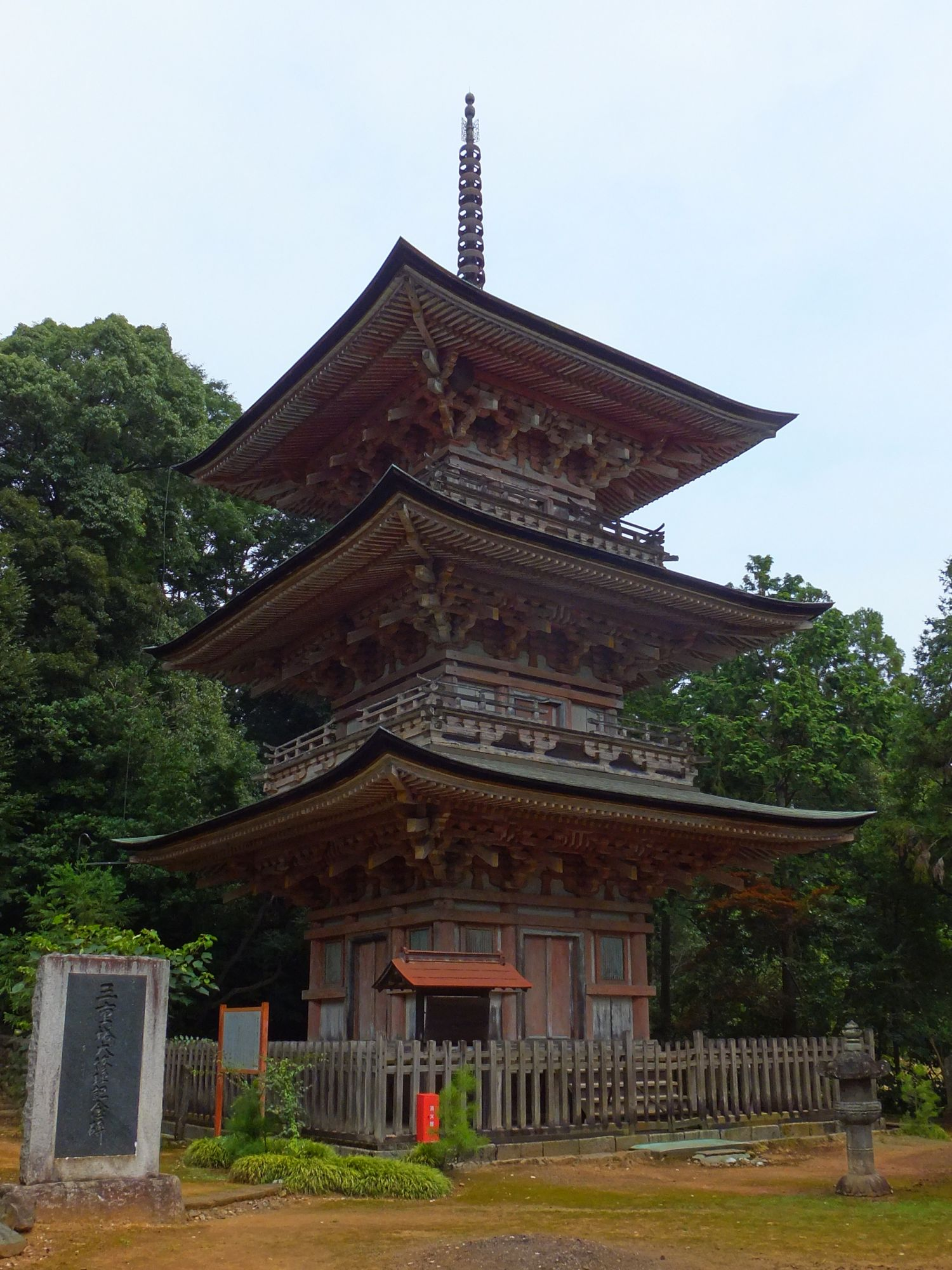
三重塔
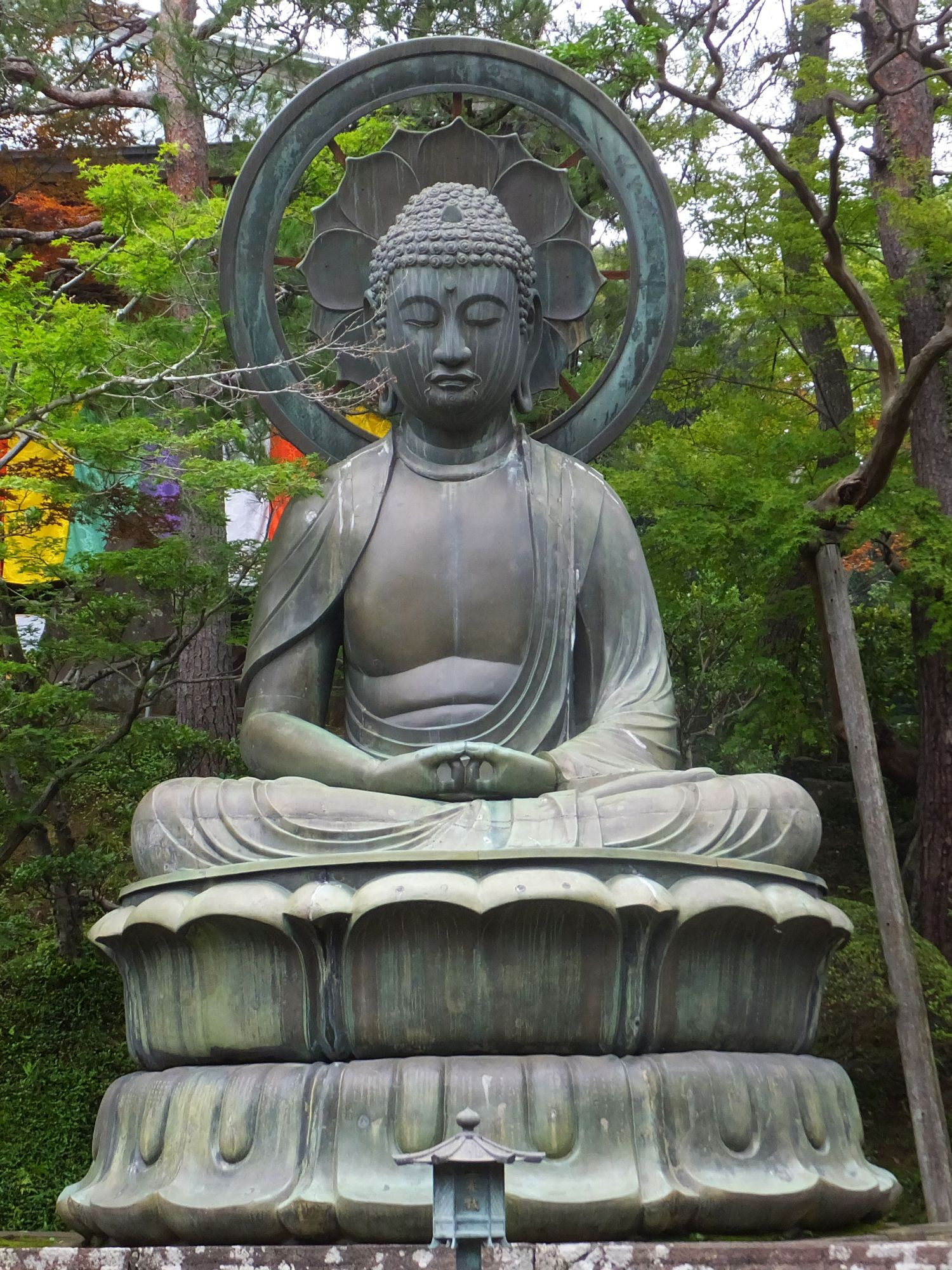
阿弥陀如来坐像

## 所在地
- 埼玉県比企郡吉見町御所374

## 交通
- 東武東上本線 東松山駅または高崎線（JR東日本）鴻巣駅から、川越観光バス（東松山駅 - 鴻巣駅 - 免許センター線）にて、「久保田」下車 徒歩約40分（2.7km）
- 関越自動車道 東松山ICから北東へ約8km

## 前後の札所
坂東三十三観音
10 正法寺 (東松山市)　--　11 安楽寺　--　12 慈恩寺 (さいたま市)
関東八十八箇所
74 円通寺 (埼玉県川島町)　--　75 安楽寺　--　76 錫杖寺
東国花の寺百ヶ寺
埼玉4 長泉寺 (本庄市) --　埼玉5 安楽寺　-- 埼玉6 円通寺 (埼玉県川島町)